# Montinaukko
Montinaukko är en fjärd i Finland. Den ligger i landskapet Egentliga Finland, i den sydvästra delen av landet, 170 km väster om huvudstaden Helsingfors.
Montinaukko ligger mellan Nurmo i sydväst och Montti i nordöst. Den ansluter till Nurmonaukko i sydväst och Vähän-Kaidan Aukko i norr.